# Vnější pilířová buňka
Vnější pilířové buňky patří mezi podpůrné buňky Cortiho orgánu ve vnitřním uchu. Svou bazální částí nasedají na bazilární membránu a horní částí se na retikulární membráně stýkají s horní částí vnitřních pilířových buněk. Společně tak podpírají oblouk Cortiho orgánu. Pilířové buňky přenášejí zvukové signály z vnějších vláskových buněk dále do systému.

## Stavba
Vnější pilířové buňky jsou většinou přímé, tvoří sloupovité "tyče". Dělí se na tři části: základna, tělo a hlava. Těla nejsou volně spojena mezi sebou ani s dalšími buňkami a umožňují tak komunikaci vnitřního a vnějšího prostoru Cortiho tunelu. Jsou tvořena mikrotubuly a mikrofilamenty. Na obou koncích je obepínají aktinová vlákna obsahující kulovité jádro, díky čemuž se konce konicky rozšiřují a jsou pevnější. Při zachycení zvuku se díky pohybu vláskových buněk a obou membrán těla pilířových buněk deformují, základna a hlava však zůstávají nedeformovaná. Vnější pilířová buňka svírá s bazilární membránou úhel asi 60°, otevřený axiálně (je tedy silně nakloněn k pilíři vnitřnímu). Apikální konec pilíře se rozšiřuje v hlavici, opatřenou směrem k vnitřnímu pilíři konvexní ploškou a periferně tenkou dlouhou ploténkou, která se připojuje k falangám nejvnitřnější řady falangových buněk. Buňky jsou nejdelší při vrcholu hlemýždě, pak se směrem k jeho vysokofrekvenční bazální části zkracují.

## Postavení Cortiho orgánu ve vnitřním uchu
- 1 – perilymfa
- 2 – endolymfa
- 3 – tektoriální membrána
- 4 – Cortiho orgán
- 5 – vnitřní vláskové buňky
- 6 – vnější vláskové buňky
- 7 – vnitřní Cortiho pilíř
- 8 – zevní Cortiho pilíř
- 9 – Deitersovy buňky (falangové)

Cortiho orgán

- 10 – Hensenovy buňky (vnější ohraničení)
- 11 – Claudiusovy buňky
- 12 – basilární membrána
- 13 – Ductus cochlearis
- 14 – Cortiho trojúhelník
- 15 – sulcus spiralis internus
- 16 – scala tympani
- 17 – lamina spiralis ossea
- 18 – vlákna sluchového nervu
- 19 – eferentní vlákna
- 20 – aferentní vlákna

## Kontext umístění
Ucho je u savců členěno na vnitřní, střední a vnější ucho. Ve kostěném labyrintu vnitřního ucha se nacházejí tři polokruhovité chodby a hlemýžď. V hlemýždi mezi scala tympani a scala vestibuli najdeme Cortiho orgán, jenž je vlastním orgánem sluchu. Skládá se z vláskových a podpůrných buněk, mezi něž patří buňky Hensenovy, Deitersovy (falangové), Claudiusovy, Boettcherovy, buňky zevního a vnitřního Cortiho pilíře. Vnější pilířové buňky sousedí na jedné straně s Cortiho tunelem a na druhé s falangeálními buňkami, Zespodu nasedají na bazilární membránu a nahoře ústí do retikulární membrány.